# Laxárdalshnúkur
Laxárdalshnúkur är en bergstopp i republiken Island. Den ligger i regionen Austurland, 400 km öster om huvudstaden Reykjavík. Toppen på Laxárdalshnúkur är 761 meter över havet.
Trakten runt Laxárdalshnúkur är nära nog obefolkad, med mindre än två invånare per kvadratkilometer. Det finns inga samhällen i närheten. Trakten runt Laxárdalshnúkur består i huvudsak av gräsmarker.